# Cosmianthemum knoxiifolium
Cosmianthemum knoxiifolium är en akantusväxtart som först beskrevs av Charles Baron Clarke, och fick sitt nu gällande namn av B. Hansen. Cosmianthemum knoxiifolium ingår i släktet Cosmianthemum och familjen akantusväxter. Inga underarter finns listade i Catalogue of Life.